# Scleropauropus mameti
Scleropauropus mameti är en mångfotingart som beskrevs av Paul Auguste Remy 1959. Scleropauropus mameti ingår i släktet hårdfåfotingar, och familjen fåfotingar. Inga underarter finns listade i Catalogue of Life.